# Jörgen Jönsson
Pour les articles homonymes, voir Jönsson.
Temple de la renommée de l'IIHF : 2019
Temple de la renommée du hockey suédois : 2012
Jörgen Jönsson (né le 29 septembre 1972 à Ängelholm en Scanie) est un joueur professionnel suédois de hockey sur glace. Il a gagné la médaille d'or des Jeux olympiques de Lillehammer en 1994 et de Turin en 2006 avec l'équipe de Suède.

## Carrière de joueur
Jörgen Jönsson a commencé sa carrière professionnelle à Angelholm, dans le club de Rögle BK en Allsvenskan (deuxième division suédoise). En 1992, le club accède à l'Elitserien (première division suédoise). En 1994, Jönsson fait partie de l'équipe de Suède qui remporte la médaille d'or aux Jeux olympiques de Lillehammer. La même année, il est choisi par les Flames de Calgary de la Ligue nationale de hockey (LNH) lors du repêchage d'entrée dans la LNH 1994 en 9e ronde (227e position).
Jönsson reste jusqu'en 1995 à Rögle, puis signe au Färjestads BK, autre club d'Elitserien, avec qui il devient champion de Suède en 1997 et 1998. En 1997, il gagne également le Guldpucken, remis annuellement au meilleur joueur de la saison en Suède.
En 1998, il remporte avec l'équipe nationale le championnat du monde en Suisse et à l'été 1999, il signe avec les Islanders de New York de la LNH puis est transféré aux Mighty Ducks d'Anaheim en mars 2000. À l'automne 2000, il retourne en Suède avec Färjestad, qui remporte le championnat en 2002.
En 2006, Jörgen Jönsson remporte une deuxième médaille d'or olympique à Turin ainsi que le championnat du monde à Riga et un nouveau titre de champion de Suède, un triplé historique qu'aucun joueur n'avait réussi jusque-là. Il a disputé 285 matchs (52 buts) pour l'équipe nationale, ce qui représente le record suédois des sélections dont il était généralement le capitaine, et avec qui il a participé quatre fois aux Jeux olympiques et douze fois aux championnats du monde.
Lors des 12 championnats du monde, il joua 108 matchs et marqua 26 buts.
Lors des 4 Jeux Olympiques, il disputa 22 matchs et marqua 1 but.

## Statistiques
Pour les significations des abréviations, voir Statistiques du hockey sur glace.
| Saison            | Équipe                 | Ligue             |     | Saison régulière | Saison régulière | Saison régulière | Saison régulière | Saison régulière |    | Séries éliminatoires | Séries éliminatoires | Séries éliminatoires | Séries éliminatoires | Séries éliminatoires |
| Saison            | Équipe                 | Ligue             | PJ  | B                | A                | Pts              | Pun              | PJ               | B  | A                    | Pts                  | Pun                  |                      |                      |
| 1989-1990         | Rögle BK               | Division 1        | 1   | 0                | 0                | 0                | 0                | -                | -  | -                    | -                    | -                    |                      |                      |
| 1990-1991         | Rögle BK               | Division 1        | 21  | 4                | 2                | 6                | 2                | -                | -  | -                    | -                    | -                    |                      |                      |
| 1991-1992         | Rögle BK               | Division 1        | 27  | 1                | 8                | 9                | 6                | -                | -  | -                    | -                    | -                    |                      |                      |
| 1992-1993         | Rögle BK               | Elitserien        | 40  | 17               | 11               | 28               | 28               | -                | -  | -                    | -                    | -                    |                      |                      |
| 1993-1994         | Rögle BK               | Elitserien        | 40  | 17               | 14               | 31               | 46               | 3                | 1  | 0                    | 1                    | 2                    |                      |                      |
| 1994-1995         | Rögle BK               | Elitserien        | 38  | 7                | 10               | 17               | 56               | 4                | 1  | 3                    | 4                    | 2                    |                      |                      |
| 1995-1996         | Färjestads BK          | Elitserien        | 39  | 11               | 15               | 26               | 36               | 8                | 0  | 4                    | 4                    | 6                    |                      |                      |
| 1996-1997         | Färjestads BK          | Elitserien        | 49  | 12               | 21               | 33               | 58               | 14               | 9  | 5                    | 14                   | 14                   |                      |                      |
| 1997-1998         | Färjestads BK          | Elitserien        | 45  | 22               | 25               | 47               | 53               | 12               | 2  | 9                    | 11                   | 12                   |                      |                      |
| 1998-1999         | Färjestads BK          | Elitserien        | 48  | 17               | 24               | 41               | 44               | 4                | 0  | 2                    | 2                    | 4                    |                      |                      |
| 1999-2000         | Islanders de New York  | LNH               | 68  | 11               | 17               | 28               | 16               | -                | -  | -                    | -                    | -                    |                      |                      |
| 1999-2000         | Mighty Ducks d'Anaheim | LNH               | 13  | 1                | 2                | 3                | 0                | -                | -  | -                    | -                    | -                    |                      |                      |
| 2000-2001         | Färjestads BK          | Elitserien        | 50  | 20               | 26               | 46               | 32               | 15               | 5  | 12                   | 17                   | 12                   |                      |                      |
| 2001-2002         | Färjestads BK          | Elitserien        | 50  | 22               | 17               | 39               | 20               | 10               | 5  | 1                    | 6                    | 16                   |                      |                      |
| 2002-2003         | Färjestads BK          | Elitserien        | 49  | 16               | 23               | 39               | 58               | 14               | 0  | 4                    | 4                    | 2                    |                      |                      |
| 2003-2004         | Färjestads BK          | Elitserien        | 49  | 16               | 21               | 37               | 24               | 17               | 6  | 6                    | 12                   | 16                   |                      |                      |
| 2004-2005         | Färjestads BK          | Elitserien        | 50  | 11               | 21               | 32               | 38               | 15               | 4  | 4                    | 8                    | 6                    |                      |                      |
| 2005-2006         | Färjestads BK          | Elitserien        | 48  | 17               | 16               | 33               | 60               | 18               | 9  | 9                    | 18                   | 6                    |                      |                      |
| 2006-2007         | Färjestads BK          | Elitserien        | 48  | 15               | 32               | 47               | 44               | 9                | 0  | 6                    | 6                    | 4                    |                      |                      |
| 2007-2008         | Färjestads BK          | Elitserien        | 42  | 6                | 20               | 26               | 24               | 12               | 5  | 5                    | 10                   | 12                   |                      |                      |
| 2008-2009         | Färjestads BK          | Elitserien        | 42  | 8                | 12               | 20               | 32               | 12               | 3  | 7                    | 10                   | 12                   |                      |                      |
| Totaux Elitserien | Totaux Elitserien      | Totaux Elitserien | 711 | 231              | 304              | 535              | 117              | 163              | 49 | 74                   | 123                  | 124                  |                      |                      |
| Totaux Division 1 | Totaux Division 1      | Totaux Division 1 | 49  | 5                | 10               | 15               | 8                | -                | -  | -                    | -                    | -                    |                      |                      |
| Totaux LNH        | Totaux LNH             | Totaux LNH        | 81  | 12               | 19               | 31               | 16               | -                | -  | -                    | -                    | -                    |                      |                      |

| Année | Compétition          |    | PJ | B | A | Pts | Pun | +/-                |  | Résultat |
| 1994  | Jeux olympiques      | 6  | 0  | 0 | 0 | 0   | -3  | Médaille d'or      |  |          |
| 1994  | Championnat du monde | 7  | 3  | 2 | 5 | 4   | +3  | Médaille de bronze |  |          |
| 1997  | Championnat du monde | 11 | 5  | 2 | 7 | 6   | +4  | Médaille d'argent  |  |          |
| 1998  | Jeux olympiques      | 4  | 0  | 0 | 0 | 0   | 0   | 5e place           |  |          |
| 1998  | Championnat du monde | 10 | 2  | 1 | 3 | 8   |     | Médaille d'or      |  |          |
| 1999  | Championnat du monde | 10 | 3  | 1 | 4 | 10  | +2  | Médaille de bronze |  |          |
| 2000  | Championnat du monde | 6  | 0  | 2 | 2 | 2   | 0   | 7e place           |  |          |
| 2001  | Championnat du monde | 9  | 2  | 3 | 5 | 0   | +5  | Médaille de bronze |  |          |
| 2002  | Jeux olympiques      | 4  | 0  | 0 | 0 | 4   | +2  | 5e place           |  |          |
| 2002  | Championnat du monde | 9  | 1  | 3 | 4 | 6   | +6  | Médaille de bronze |  |          |
| 2003  | Championnat du monde | 9  | 4  | 2 | 6 | 14  | +7  | Médaille d'argent  |  |          |
| 2004  | Championnat du monde | 9  | 1  | 3 | 4 | 2   | +4  | Médaille d'argent  |  |          |
| 2004  | Coupe du monde       | 4  | 0  | 0 | 0 | 0   | -2  | Quart-de-finale    |  |          |
| 2005  | Championnat du monde | 9  | 2  | 3 | 5 | 2   | +4  | 4e place           |  |          |
| 2006  | Jeux olympiques      | 8  | 1  | 1 | 2 | 4   | +2  | Médaille d'or      |  |          |
| 2006  | Championnat du monde | 6  | 3  | 1 | 4 | 0   | +4  | Médaille d'or      |  |          |
| 2007  | Championnat du monde | 9  | 0  | 8 | 8 | 6   | +7  | 4e place           |  |          |

## Parenté dans le sport
Son frère Kenny Jönsson est également joueur professionnel de hockey sur glace.